# 26e division d'infanterie (Allemagne)
Pour les articles homonymes, voir 26e division d'infanterie.
La  26e division d'infanterie , devenue 26. Volksgrenadier-Division en septembre 1944, est une des divisions d'infanterie de l'armée allemande (Wehrmacht) durant la Seconde Guerre mondiale.

## Création
1936 à Cologne

## Commandeurs
- à compter du 1er septembre 1939 Général Sigismund von Förster (uk)
- à compter du 15 janvier 1941 Général Walter Weiß
- à compter du 15 avril 1942 Général Friedrich Wiese
- à compter du 5 août 1943 Général Johannes de Boer
- à compter du 10 août 1944 Général Heinz Kokott

## Garnisons
- État-major divisionnaire Cologne
- I.R. 39 Düsseldorf - Mülheim/Ruhr et Wessel
- I.R. 77 Bonn et Cologne
- I.R. 78 Aachen et Düren
- A. R. 26 et I./ A.R. 62 Düsseldorf - Aachen et Bonn
- PzAbw. Abt. 26 Düren
- P. Bat. 26 Cologne
- N. Abt. 26 Cologne

## Composition
1939
- INFANTERIE REGIMENT 39  Régiment d'infanterie à 3 bataillons
- INFANTERIE REGIMENT 77  Régiment d'infanterie à 3 bataillons infanterie-regiment77.org
- INFANTERIE REGIMENT 78  Régiment d'infanterie à 3 bataillons
- ARTILLERIE REGIMENT 26  Régiment d'artillerie
- I./ ARTILLERIE REGIMENT 62  Bataillon d'artillerie lourde
- PIONIER BATAILLON 26  Bataillon du génie
- AUFKLÄRUNG ABTEILUNG 26  Unité de reconnaissance divisionnaire
- PANZERABWEHR ABTEILUNG 26  Unité anti-chars divisionnaire
- NACHRICHTEN ABTEILUNG 26  Unité de transmission divisionnaire
- SANITÄTS ABTEILUNG 26 Unité sanitaire divisionnaire

## Effectifs et matériels
Juin 1941
- 17 000 hommes
- 4800 chevaux
- 950 véhicules légers
- 1600 véhicules lourds
- 378 mitrailleuses légères - Maschinengewehr 34
- 138 mitrailleuses lourdes
- 147 mortiers
- 75 canons anti-chars - Pak 36 - 5 cm PaK 38 - Canon Pak de 75 mm
- 20 canons légers d'infanterie (75 mm)
- 6 canons lourds d'infanterie (150 mm) - SIG 33
- 36 pièces d'artillerie légères (105 mm)
- 12 pièces d'artillerie lourdes (150 mm)

## Théâtres d'opérations
- Mai/juin 1940 Bataille de France
- Automne 1940 Opération Seelöwe (Projet d'invasion de la Grande-Bretagne)
- Printemps 1941 Occupation de la France
- 1941-44 Campagne de Russie

22 juin 1941 Opération Barbarossa
22 octobre 1941 au 22 janvier 1942 : Bataille de Moscou
5 juillet au 23 août 1943 : Bataille de Koursk
- 1944-45 Campagne à l'Ouest

Bataille des Ardennes
Bataille de Remagen
Poche de la Ruhr
Siège de Dunkerque

## Personnels décorés
Chevaliers de la croix de fer
- 08.08.1941 Colonel Fritz Hertzsch chef de corps de l'Inf. Rgt. 77
- 08.08.1941 Lieutenant Helmuth Haun état-major de l'Inf. Rgt. 77
- 12.09.1941 Général Walter Weiß commandant la division
- 19.11.1941 Commandant Otto Schell chef de bataillon à l'Inf. Rgt. 39
- 14.02.1942 Colonel Friedrich Wiese chef de corps de l'Inf. Rgt. 39
- 30.08.1942 Lieutenant-colonel Arno Stoessel von der Heyde chef de corps de l'Inf. Rgt. 78
- 04.09.1942 Friedrich Vogelsang sous-officier à l'Inf. Rgt. 78
- 14.09.1942 Commandant Kurt Matern chef de corps de l'Inf. Rgt. 39
- 14.09.1942 Franz Mintert militaire du rang au PzJäg. Abt. 26
- 18.09.1942 Sous-lieutenant Wilhelm Niggemeyer au P. Bat. 26
- 06.10.1942 Josef Schwertherr sous-officier à l'Inf. Rgt. 77
- 07.09.1943 Josef Beckmann sous-officier au Füs. Rgt. 39
- 18.10.1943 Kaspar Wittkamp sous-officier au Gren. Rgt. 77
- 16.10.1944 Capitaine Josef Raab commandant d'une unité de marche du Gren. Rgt. 77
- 08.08.1944 Hermann Breer sous-officier au Gren. Rgt. 78
- 1945 Lieutnant Anton Becker du Gren. Rgt. 77

Croix allemande en or
1941
- 17.11.1941 Gerlach von Gaudecker officier à l'Aufkl.Abt. 26
- 17.11.1941 Colonel Gerhard Grassmann à l'Art.Rgt. 26
- 17.11.1941 Lieutenant Erich Olczyk de l'Inf.Rgt. 77
- 17.11.1941 Lieutenant Paul Langenfeld à l'Inf.Rgt. 77
- 17.11.1941 Paul Völker sous-officier au Inf.Rgt. 77
- 22.11.1941 Willy Kyfus sous-officier à l'Inf.Rgt. 77
- 22.11.1941 Capitaine Günther Smend de l'Inf.Rgt. 77

1942
- 02.01.1942 Sous-lieutenant Roger Bremer de l'Inf.Rgt. 77
- 02.01.1942 Sous-lieutenant Walter Kutsch de l'Aufkl.Abt. 26
- 02.01.1942 Clemens Obladen sous-officier à l'Inf.Rgt. 77
- 02.01.1942 Lieutenant Wilhelm zimmermann de l'Inf.Rgt. 78
- 06.01.1942 Sous-lieutenant Friedrich Funke de l'Inf.Rgt. 77
- 19.01.1942 Capitaine Kurt Matern de l'Inf.Rgt. 39
- 14.02.1942 Sous-lieutenant Anton Becker de l'Inf.Rgt. 77
- 14.02.1942 Lieutenant Erich Kolbe au P. Bat. 26
- 14.02.1942 Oskar Köhler sous-officier à l'Inf.Rgt. 39
- 14.02.1942 Sous-lieutenant Eugen Oberschlep de l'Inf.Rgt. 77
- 14.02.1942 Josef Landtreter sous-officier à l'Inf.Rgt. 78
- 14.02.1942 Aloys Isermann sous-officier à l'Inf.Rgt. 78
- 14.02.1942 colonel Alexander von Pfuhlstein de l'Inf.Rgt. 77
- 14.02.1942 Colonel Arno Stoessel von der Heyde de l'Inf.Rgt. 78
- 14.02.1942 Lieutenant Erich Kirchherr de l'Inf.Rgt. 39
- 16.02.1942 Capitaine Horst Brausewetter de l'Art.Rgt. 26
- 16.02.1942 Colonel Friedrich Wiese à l'Inf.Rgt. 39
- 28.02.1942 Commandant Friedrich Köhne à l'Inf.Rgt. 77
- 03.03.1942 Sous-lieutenant Hans Nilshon de l'Art.Rgt. 26
- 19.04.1942 Lieutenant Erich Hendriks de l'Inf.Rgt. 39
- 13.05.1942 Sous-lieutenant Gerhard Engelke de l'Inf.Rgt. 77
- 18.05.1942 Lieutenant Walter Wischmann de l'Inf.Rgt. 78
- 25.05.1942 Lieutenant Karl von Hövel Freiherr de l'Art.Rgt. 26
- 08.06.1942 Commandant Ernst-August Lassen à la division
- 23.06.1942 Ludwig Brenig sous-officier à l'Inf.Rgt. 77
- 15.07.1942 August Welters sous-officier à l'Inf.Rgt. 39
- 19.09.1942 Colonel Theodor Werner de l'Art.Rgt. 26
- 20.09.1942 Sous-lieutenant Josef Raab à l'Inf.Rgt. 77
- 20.09.1942 Sous-lieutenant Ulrich Vowinckel de l'Inf.Rgt. 39
- 25.09.1942 Lieutenant Heinz Ball de l'Inf.Rgt. 39
- 25.09.1942 Capitaine Joseph Schmidt de l'Art.Rgt. 26
- 25.09.1942 Lieutenant Hans Berger de l'Inf.Rgt. 77
- 25.09.1942 Sous-lieutenant Heinrich Weidenbach de l'Art.Rgt. 26
- 25.09.1942 Johann Schlepütz sous-officier à l'Inf.Rgt. 39
- 25.09.1942 Lieutenant Karl Schumacher de l'Art.Rgt. 26
- 25.09.1942 Commandant Heinz Roth à l'Inf.Rgt. 78
- 26.09.1942 Rudolf Herzog sous-officier à l'Inf.Rgt. 39
- 07.10.1942 Lieutenant Rolf Kunkel à l'Inf.Rgt. 77
- 07.10.1942 Johann Perz sous-officier à l'Inf.Rgt. 77
- 07.10.1942 Commandant Alexander Schenck du Felders.Btl. 26
- 07.10.1942 Hans Waffenschmidt sous-officier au Inf.Rgt. 77
- 09.10.1942 Lieutenant Emil Dresing de l'Aufkl. Abt. 26
- 09.10.1942 Lieutenant Günther Diehl du P. Bat. 26
- 16.10.1942 Lieutenant Josef Maxrath de l'Inf.Rgt. 77
- 21.10.1942 Commandant Alfred Wasner à l'Inf.Rgt. 77
- 03.11.1942 Wilhelm Bartz sous-officier au Gren.Rgt. 78

1943
- 08.01.1943 Sous-lieutenant Heinrich Lorscheid du Gren.Rgt. 78
- 08.01.1943 Lieutenant Karl Schneider du Gren.Rgt. 77
- 08.01.1943 Lieutenant Rolf Weiler du Gren.Rgt. 78
- 08.01.1943 Lieutenant Kurt Hoffmann du Gren.Rgt. 78
- 21.01.1943 Lieutenant Ingolf Fehlis du Gren.Rgt. 78
- 11.03.1943 Sous-lieutenant Josef Buschmanns du Füs.Rgt. 39
- 02.04.1943 Lieutenant Wolfgang Knecht du Gren.Rgt. 77
- 04.04.1943 Burkert sous-officier au Gren.Rgt. 77
- 05.04.1943 Heinrich Lissowski sous-officier du Füs.Rgt. 39
- 05.05.1943 Karl Hamacher sous-officier au Gren.Rgt. 77
- 06.05.1943 Ernst Springer sous-officier au Gren.Rgt. 78
- 28.05.1943 Johann Striefler sous-officier au Gren.Rgt. 78
- 17.07.1943 Commandant Ludwig Nolte du P. Bat. 26
- 20.08.1943 Capitaine Johann Joest du Gren.Rgt. 78
- 20.08.1943 Capitaine Hans Zimmer du Gren.Rgt. 78
- 28.05.1943 Lieutenant Ludwig Nottenkämper de l'Art.Rgt. 26
- 07.10.1943 Colonel Günther-Alois Klammt au Gren.Rgt. 77
- 21.10.1943 Paul Berendes sous-officier au Gren.Rgt. 77
- 21.10.1943 Kurt Hablasch sous-officier au Füs.Rgt. 39
- 21.10.1943 Sous-lieutenant Franz Loos de l'Aufkl. Abt. 26
- 21.10.1943 Lieutenant Walter Pürzer du Füs.Rgt. 39
- 29.10.1943 Capitaine Heinrich Chodura du Gren.Rgt. 77
- 29.10.1943 Lieutenant Wilhelm Ebert du Gren.Rgt. 77
- 29.10.1943 Capitaine Felix Kraemer de l'Art.Rgt. 26
- 16.11.1943 Josef Richter sous-officier au Gren.Rgt. 78
- 08.12.1943 Heinz Schlüter sous-officier au Füs.Rgt. 39
- 11.12.1943 Lieutenant Karl Vieweg au Füs.Rgt. 39
- 30.12.1943 Josef Stockhausen officier au Div.Füs.Btl. (AA) 26

1944
- 04.02.1944 Sous-lieutenant Ernst Henke de l'Art.Rgt. 26
- 17.02.1944 Lieutenant Ludwig Maurer du Gren.Rgt. 78
- 25.03.1944 Lieutenant Franz Bierganns du Gren.Rgt. 78
- 25.03.1944 Capitaine Bruno Wagler au Füs.Rgt. 39
- 01.04.1944 Capitaine Karl Dumm du Füs.Rgt. 39
- 07.04.1944 Theodor Odrozek sous-officier au Füs.Rgt. 39
- 11.04.1944 Alfred Scherra sous-officier au Gren.Rgt. 78
- 11.04.1944 Kurt Voss sous-officier au Füs.Rgt. 39
- 01.06.1944 Lieutenant Alfred Kirsch du Div.Füs.Btl. 26 (AA)
- 16.06.1944 Capitaine Heinz Teloh du Gren.Rgt. 78
- 14.07.1944 Capitaine Heinrich Kemler du Gren.Rgt. 78
- 29.08.1944 Capitaine Bruno Trinczek du Stug.Gesch.Abt. 1026
- 07.09.1944 Heinrich Butenholz sous-officier à l'Art.Rgt. 26
- 17.09.1944 Capitaine Kurt Dietrich Mauritz à l'Art.Rgt. 26
- 17.09.1944 Wilhelm Nettelbusch sous-officier au Gren.Rgt. 77
- 17.09.1944 Friedrich Wald sous-officier au Gren.Rgt. 77
- 26.09.1944 Capitaine Heinrich Mangel du P. Bat. 26
- 28.09.1944 Erich Kröll sous-officier au P. Bat. 26
- 04.10.1944 Capitaine Bernhard Pförtner au Füs.Rgt. 39

## sources
Historiques de l'Infanterie Division 26 et de l'Infanterie Regiment 77